# Diogo de Torralva
Diogo de Torralva (* 1500; † 1566) war ein portugiesischer Architekt.
Torralva ist vor allem wegen der Graca-Kirche in Évora (1530–37) berühmt und wegen seines Meisterwerkes, des Klosters Convento de Cristo in Tomar (1558). Sein Frühstil war eine Mischung italienischer Renaissance-Architektur und einheimischer Traditionen, während später italienischer Einflüsse vorherrschten.